# Балка Мендалька
Балка Мендалька, Яр Дикий — балка (річка) в Україні у Дергачівському районі Харківської області. Ліва притока річки Лопані (басейн Дону).

## Опис
Довжина балки приблизно 5,09 км, найкоротша відстань між витоком і гирлом — 4,77  км, коефіцієнт звивистості річки — 1,06 . Формується декількома балками та загатами. На деяких у частках балка пересихає.

## Розташування
Бере початок на південно-західній стороні від селища Нове. Тече переважно на південний захід через село Безруки і впадає у річку Лопнь, ліву притоку річки Уди.

## Цікаві факти
- На східній стороні від села Безруки балку перетинає автошлях Т 2117[3] (автомобільний шлях територіального значення у Харківській області. Пролягає територією Дергачівського району через Дергачі — Козачу Лопань до перетину з E105. Загальна довжина — 33,6 км.).
- У XX столітті на балці існували газові свердловини[2], а у XIX столітті — багато вітряних млинів[1].